# Glossario dei videogiochi
Il seguente glossario include i termini usati all'interno dei videogiochi, dall'industria videoludica o nel gergo dei videogiocatori. 

## 0-9
- 1-up: bonus che regala al giocatore una vita extra nei giochi in cui il giocatore ha vite limitate a disposizione.[1]
- 1v1: abbreviazione di 1 versus 1, ovvero un duello tra due giocatori, può essere esteso anche ad un numero di giocatori superiore (2v2, 5v5, ...).
- 2D: abbreviazione di "due dimensioni", riferito a un videogioco in cui è possibile muoversi soltanto sui due assi verticale (y) ed orizzontale (x).[2]
- 3D: abbreviazione di "tre dimensioni", può essere interpretato all'interno di un videogioco con la possibilità di muoversi sui tre differenti assi[2] oppure sulla visione di un prodotto dove si ricerca un'immersione maggiore aumentando la profondità visiva mediante occhiali o tracciamento degli occhi.[1]Nintendo Entertainment System (NES)

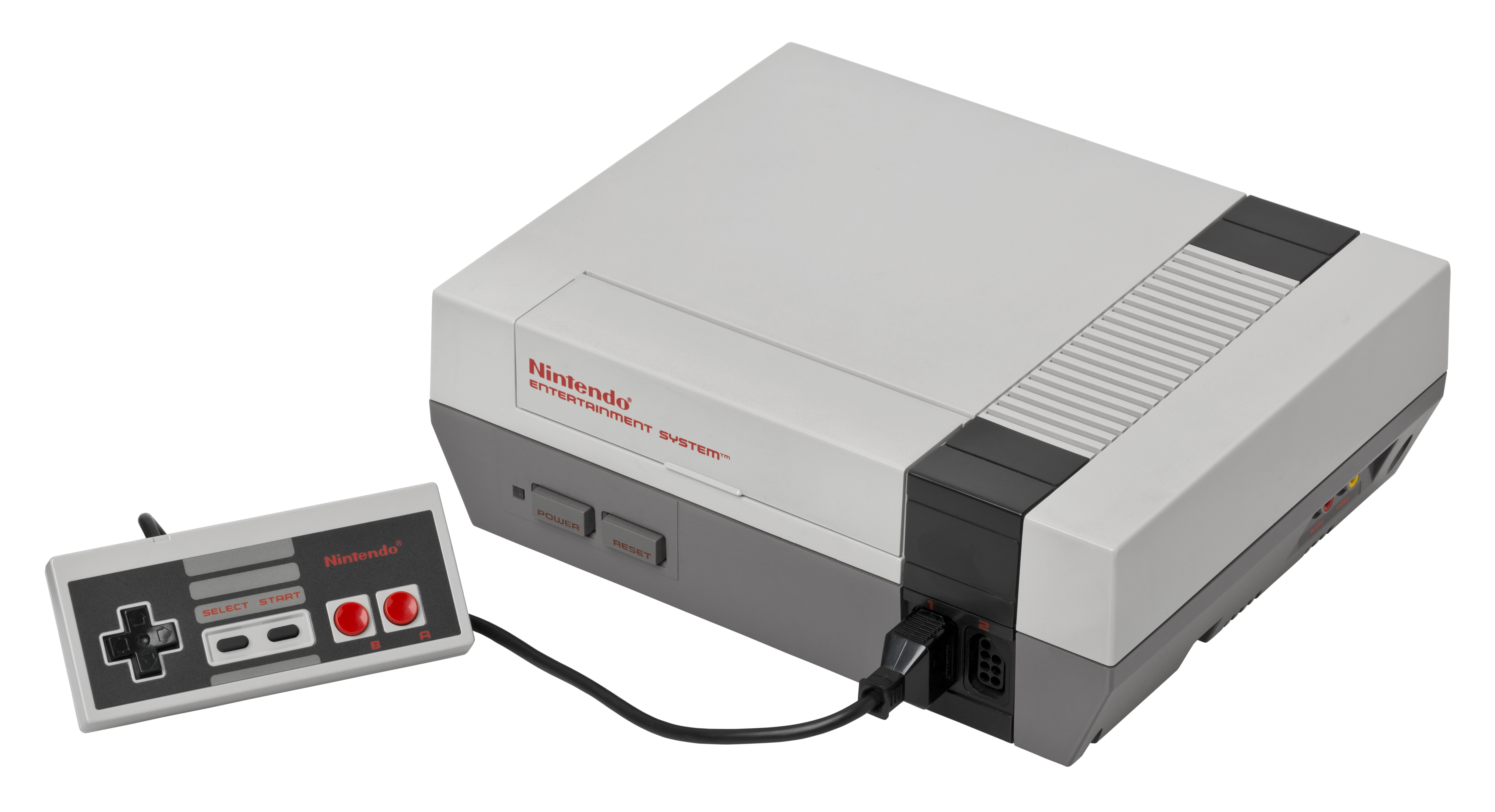
Nintendo Entertainment System (NES)

- 4X: sottogenere dei videogiochi strategici.
- 8 bit: relativo ai processori delle console anni '80/'90, ad esempio: NES o Atari 7800, ovvero che il processore esegue calcoli a 8 bit per l'elaborazione del gioco.[3]
- 16 bit: relativo ai processori delle console anni '90, ad esempio: Sega Mega Drive, ovvero che il processore esegue calcoli a 16 bit per l'elaborazione del gioco.[3]
- 360: termine usato solitamente negli sparatutto per descrivere l'azione di ruotare il proprio personaggio di 360° prima di sparare. Pratica utilizzata per eseguire uccisioni spettacolari.
- 480p: vedi Risoluzione.
- 720p: vedi Risoluzione.
- 1080p: vedi Risoluzione.

## A
- AAA: si legge "tripla A", si riferisce ai videogiochi ad alto budget da cui ci si aspetta tante vendite.[2]
- AFK: per esteso away from keyboard, in inglese "lontano dalla tastiera": termine usato sia per avvisare altri utenti del proprio allontanamento dalla postazione di gioco, sia (negativamente) per indicare un giocatore che rimane inattivo durante una partita[4].
- Achievement: in inglese "raggiungimento", è un termine specifico riferito a obiettivi prestabiliti all'interno del gioco. Spesso usato per valutare il livello di completamento e la conoscenza di un videogioco da parte del giocatore.[2]
- Add-on o Addon: solitamente riferito ad un pacchetto software aggiuntivo che serve per migliorare le funzionalità, prestazioni o i contenuti di un gioco; il termine indica anche unità di espansioni hardware, come le periferiche aggiuntive per console.[5]
- ADS: acronimo di Aiming Down Sights; termine in uso negli sparatutto in prima persona, che indica l'attivazione della modalità "mirino"[4].
- Aggro (anche come verbo, aggrare): dalla voce gergale inglese aggro, che significa "rogne", "fastidi" o anche "comportamento aggressivo"; è l'attenzione di un nemico ostile nei confronti di un giocatore, che viene quindi inseguito e attaccato; generalmente i nemici vengono "aggrati" avvicinandosi entro una certa distanza da essi, o provocandoli in qualche modo, e allontanandosi l'aggro può essere annullata.[4][5]
- AI: abbreviazione di Artificial Intelligence, dall'inglese per "intelligenza artificiale", una serie di algoritmi informatici progettati per far sì che i personaggi controllati dal computer (NPC) presentino un comportamento con caratteristiche simili alla realtà. [2]
- Aliasing: fenomeno che si verifica quando un'immagine ad alta risoluzione viene scalata ad una risoluzione troppo bassa. Per contrastarlo, si adottano apposite tecniche di anti-aliasing[2]
- ALPHA: una prima versione incompleta di un gioco. Spesso considerato un traguardo importante per lo sviluppo di un software. [2]
- Antialiasing: Spesso abbreviato in AA, è una tecnica per ridurre l'effetto aliasing, ammorbidendo le linee, smussandone i bordi e migliorando l'immagine.[2]

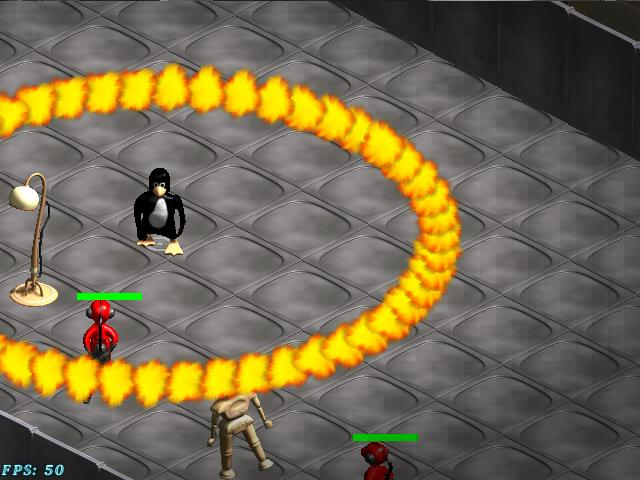
Un'abilità ad area d'effetto (AoE) in Freedroid RPG

- AoE: abbreviazione di Area of Effect, dall'inglese per "area d'effetto", indica le abilità che hanno effetto all'interno di un'area intera, più o meno grande, anziché su un solo bersaglio.[4]
- Asset: in gergo: grafiche, suoni e altri file usati nello sviluppo e creazione di un videogioco. [2]
- Avatar: il personaggio controllato da un giocatore o la personificazione del giocatore nel mondo di gioco. Sebbene qualsiasi personaggio controllato dal giocatore in un videogioco possa essere indicato come avatar, il termine è solitamente riservato ai personaggi i cui attributi possono essere personalizzati dal giocatore per impersonare un ruolo (vedi Role Play). [2]
- Avventura: genere videoludico. [2]

## B
- Backtracking: indica l'attività di tornare ad esplorare zone già visitate in passato per accedere a porzioni della mappa o ad altri elementi raggiungibili con abilità acquisite nel frattempo[4].
- BETA: una versione pre-release del gioco molto più avanzata da molti punti di vista rispetto ad un alpha. Solitamente in questa fase la software house rilascia dei codici d'accesso per le closed-beta oppure permette a tutti i giocatori di provare il gioco (open-beta), per poter avere un riscontro dalla community su bug o impressioni. [2]
- Bindare: dall'inglese to bind, ovvero legare, associare. Usato per descrivere l'associazione di un tasto della tastiera o del mouse come un tasto a scelta rapida, a cui è associato un particolare comando. [5]
- Boss: un mob ostile molto potente; ci sono i boss finali, cioè gli ultimi nemici da affrontare, la cui eliminazione comporta la vittoria e i boss intermedi.[5] Lo scontro con un boss viene chiamato bossfight.[6]
- Bot: abbreviativo di robot, un personaggio alleato o nemico controllato dall'intelligenza artificiale. Spesso usato anche come termine dispregiativo o offensivo verso altri giocatori meno esperti. [2]
- Bullet time: in inglese "tempo del proiettile", si riferisce ad uno speciale effetto presente in alcuni videogiochi dove il giocatore si muove a velocità normale, mentre tutti gli altri oggetti, come ad esempio i proiettili o i nemici, si muovono a rallentatore. [2]
- Bug: reso in italiano con "baco", ovvero un difetto di programmazione che causa anomalie nel gioco. Non sempre un bug è un problema e talvolta diventa un alleato dei giocatori; alcuni effetti sono ad esempio l’aumento delle vite a disposizione o il mancato attacco di un nemico. Per correggere un bug, vengono spesso rilasciate delle patch specifiche.[5]
- Buff (anche come verbo, buffare): indica l'effetto di un'abilità che potenzia, in genere temporaneamente, una o più caratteristiche di un personaggio.[4][5]

## C
- Campagna: una serie di missioni all'interno di un videogioco collegate tra loro da un'unica linea narrativa. [2]
- Camper: dall'inglese camper, "campeggiatore"; indica un giocatore che rimane appostato in un certo punto della mappa, in attesa del passaggio di un giocatore avversario, per ucciderlo. Questo comportamento, detto camperare, di solito non è visto di buon occhio.[4][5]Un esempio di Cheat ESP (percezione extra sensoriale), ovvero la visualizzazione a schermo in qualunque punto della mappa di barra di vita, equipaggiamento, posizione del nemico, ecc...

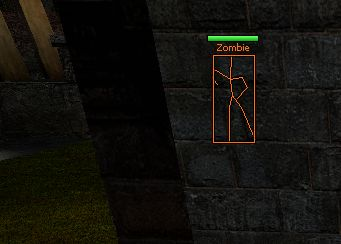
Un esempio di Cheat ESP (percezione extra sensoriale), ovvero la visualizzazione a schermo in qualunque punto della mappa di barra di vita, equipaggiamento, posizione del nemico, ecc...

- Castare: calco dall'inglese to cast [a spell], "lanciare [un incantesimo]"; è appunto l'azione di utilizzare un'abilità magica col proprio personaggio[5]
- Cheater: letteralmente "baro" (da to cheat, "barare", "ingannare"); è il giocatore che fa uso di software non autorizzati che gli forniscono dei vantaggi rispetto agli altri giocatori (ad esempio, negli sparatutto, gli aim-bot, che centrano il mirino del giocatore automaticamente sulla testa del nemico, o i wall hack, che permettono di vedere attraverso le pareti)[4].
- Checkpoint: punto dove la partita viene salvata, automaticamente o su richiesta, affinché sia possibile in seguito tornare a quella situazione in caso il giocatore venga successivamente sconfitto, anziché ricominciare da capo.[7][8] Le categorie di videogiochi che possono avere tale sistema di salvataggio includono gli sparatutto, i giochi di ruolo, i videogiochi d'avventura e quelli a piattaforme. Nei videogiochi di guida con un tempo limite per completare il percorso lo stesso termine ha un significato differente: in genere indicano vari punti del tracciato che dopo essere stati attraversati aggiungono secondi al tempo limite consentendo così il prosieguo della gara.
- Combo: abbreviazione del termine inglese combination, "combinazione", è una serie di azioni, tra cui pressioni di pulsanti e/o movimenti direzionali, compiute in una specifica sequenza[2], solitamente con stretti limiti di tempo, che fornisce un significativo vantaggio (o svantaggio, a seconda dei casi) al giocatore. Nel caso dei picchiaduro, indica in modo specifico una serie di mosse effettuate in breve tempo che infliggono un consistente numero di colpi all'avversario. La buona riuscita della combo e la sua lunghezza richiede l'abilità del giocatore nel premere i tasti giusti in sequenza, sebbene in alcuni casi esistano delle "contromosse" che, se eseguite dall'avversario, possono interferire e bloccare tale azione.
- Crack: programma esterno al videogioco o all'applicazione che permette di superare le protezioni sull'utilizzo senza licenza, quindi ne permette l'uso anche senza aver acquistato il prodotto.[2]
- Craft (attestati anche crafting o craftare): dall'inglese craft, "arte", "mestiere", si riferisce all'attività di creazione o potenziamento di oggetti all'interno di un videogioco da parte di un giocatore (ad esempio, forgiare armature o distillare pozioni)[5].
- Crash (anche come verbo crashare): dall'inglese per "schiantarsi", "andare a sbattere", indica il blocco o la chiusura improvvisa ed inaspettata di un gioco o un'applicazione.[5]
- Cross-Platform: dall'inglese "attraverso la piattaforma", è un aggettivo assegnato ai videogiochi che permettono ai giocatori di sfidarsi da console diverse e da pc all'interno della stessa partita. [2]
- Cross-Save: dall'inglese, è un aggettivo assegnato ai videogiochi che permettono di condividere lo stesso salvataggio di un gioco tra più piattaforme (Console diverse e PC) per riprendere la medesima partita indipendentemente dalla piattaforma utilizzata.
- Cutscene: un breve intermezzo solitamente non interattivo in un gioco. Di solito usato tra i livelli per far avanzare la trama o approfondirla. [2]

## D
- Debuff (anche come verbo, debuffare): l'opposto di buff, indica abilità che rendono più debole un personaggio, lanciate in genere contro i nemici[4][5]
- Demo: una versione gratuita di prova del gioco, di tempo o contenuti molto limitati, solitamente offerta per motivi pubblicitari. [2]
- DirectX: Un insieme di strumenti di programmazione sviluppati da Microsoft ampiamente utilizzati nella creazione e nell'esecuzione di software di gioco per PC. Spesso indicato con il relativo numero di versione. [2]
- DOT: acronimo di damage over time ("danni nel tempo"), indica un attacco che, una volta messo a segno, infligge danni in maniera continuativa (un esempio tipico è l'avvelenamento)[9]
- DPS: acronimo di Damage per Second ("danni per secondo"), indica sia la quantità di danni che è possibile infliggere ad un avversario in un secondo, sia un tipo di giocatore con abilità in grado di infliggere danni con ritmo sostenuto.[4][5]
- Drop: termine utilizzato nell'ambito dei videogiochi, maggiormente in quelli di tipo MMORPG. È un termine videoludico che viene usato per riferirsi a oggetti lasciati cadere da un nemico (generalmente un mob) dopo la sua uccisione, ossia il suo loot. Il drop è quindi una strada alternativa all'acquisizione di punti esperienza, perché fa sì che armi, pozioni, denaro o altri oggetti specifici possano essere droppati nel videogioco, cioè possano essere ottenuti senza che questi siano craftati, comprati o semplicemente sbloccati nell'avanzamento del videogioco. Il termine deriva dal verbo inglese to drop (lasciar cadere); italianizzato da molti giocatori nel verbo "droppare", che è un'azione eseguita dal mob che indica il lasciare per terra un determinato drop o item (oggetto) al momento della sconfitta. Da questo termine deriva anche drop rate: la percentuale di possibilità di ottenere un oggetto da un determinato avversario.
- Dungeon: dall'inglese "prigione sotterranea", "segreta", si riferisce a delle zone sotterranee solitamente infestate da mob in cui il giocatore svolge missioni o combattimenti. [5]

## E
- Easter egg: dall'inglese "uovo di Pasqua", è un segreto inserito nel gioco dagli sviluppatori stessi, non legato al gioco stesso; può trattarsi di un messaggio per il giocatore che lo scopre, o anche di un riferimento ad altri videogiochi, film, fumetti o altro[4].

## F
- Farmare, o farming: dall'inglese to farm, "coltivare", si tratta di ripetere in continuazione una certa azione allo scopo di ottenere un loot, come ad esempio raccogliere risorse o uccidere mostri in una certa zona all'interno del videogioco[5].
- Freemium: gioco scaricabile e giocabile gratuitamente con limitazioni più o meno importanti, e usufruibile completamente solo pagando[4].
- Fuoco alternato Nei giochi che designano un tasto o un pulsante sulla tastiera, mouse o controller come fuoco primario, può essere designato un secondo pulsante o tasto come fuoco alternativo. Il fuoco alternativo attiva una funzione secondaria di un'arma o di un oggetto, ad esempio utilizzare il lanciagranate sottocanna di un'arma. [2]

## G
- Gameplay: caratteristica dei videogiochi che rappresenta l'esperienza dell'interazione del giocatore con il gioco.[2] Il termine è un neologismo inglese[10] (pronuncia [ˈɡeɪmpleɪ]),[11] composizione di game e play che letteralmente significa "giocare il gioco"; in italiano viene reso generalmente con "esperienza di gioco".[12] Viene usato anche come sinonimo di giocabilità, sebbene il gameplay sia un concetto più ampio che comprende anche la trama del gioco e tutto ciò che coinvolge il giocatore[10]. Vedi anche Let's Play.
- Gilda (in inglese guild): gruppo di giocatori, spesso anche molto ampio, riunito assieme a scopo sia sociale (per stringere amicizia/chattare e via dicendo), sia per aiutarsi a vicenda nel completare gli obiettivi di gioco; le gilde possono essere strutturate come vere e proprie organizzazioni, con gerarchie di comando e ruoli ben definiti[13]. Sono documentati anche termini derivati come gildare e sgildare (rispettivamente unirsi a una gilda e lasciarla) e gildàno (membro di una gilda)[5].

- Grindare: dall'inglese to grind, "macinare"; è l'attività ripetitiva di uccidere mob, anche per ore di seguito nella stessa zona, per ottenere esperienza e salire quindi di livello, per farmare o anche per riuscire a trovare un oggetto dal drop rate molto basso[4][5]. Vedi anche Grind.

- Glitch (anche verbalizzato, to glitch, italianizzato in "glitchare"; tratto dal termine inglese glitch, che indica un difetto elettrotecnico): è un errore o un difetto all'interno della programmazione del videogioco, che si manifesta generalmente sotto forma di anomalie grafiche e generalmente non compromettendo lo svolgimento del videogioco, a differenza del bug.

## H

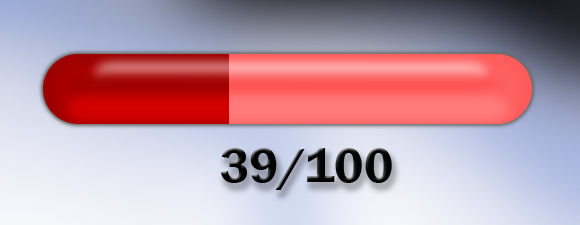
Esempio di barra degli HP in un videogioco.

- Headshot: letteralmente "colpo alla testa" è un termine inglese usato perlopiù nel gergo degli sparatutto per indicare le ferite causate alla testa di un nemico, di un altro giocatore oppure un personaggio non giocante[5]. Solitamente causa un insta-kill (uccisione istantanea).
- Healer: letteralmente "curatore", "guaritore"; un tipo di giocatore, in possesso di abilità curative, il cui ruolo in un party è appunto quello di guarire i danni subiti dagli alleati[4].
- HP: acronimo di Health Points ("Punti Salute") o di Hit Points ("Punti Ferita"); è la cifra che indica lo stato di salute di un personaggio, ossia la quantità di danni che può subire prima di morire[5].

## I
- Incare: derivante forse da un'abbreviazione di incoming ("che entra", "in arrivo") oppure di in combat ("in combattimento"), significa "assalire senza preavviso", "assaltare"[5].
- Indie: videogiochi sviluppati da piccoli team o da singoli sviluppatori, senza il supporto di grandi case produttrici. Si distinguono per la creatività, lo stile artistico unico e spesso per meccaniche innovative o storie originali, anche se a volte hanno un budget ridotto rispetto ai giochi delle grandi produzioni.
- Instagib: derivato dal termine gib (lett. "un pezzo di carne vivente"), indica un metodo di gioco alternativo presente in molti videogiochi di tipo sparatutto in prima persona o nei loro mod; nella specifica modalità tutti i giocatori portano una sola arma che possiede munizioni infinite ed è in grado di sparare colpi letali veloci ma a una frequenza di fuoco limitata; il gioco in questa modalità tende a essere velocizzato in quanto l'arma può uccidere immediatamente a qualsiasi distanza; la modalità è stata introdotta per la prima volta in Quake II ed è stata in seguito resa popolare da Unreal Tournament[14][15][16].
- Insta-kill: combinazione di instant (istantaneo) e kill (uccisione), indica la morte di un avversario o di un mob provocata da un unico colpo, ad esempio un headshot.
- Instance (o anche istance o istanza): prestito dal vocabolo inglese che significa "esempio", indica la copia di un dungeon o altre attività creata appositamente per un giocatore o un gruppo di giocatori nel momento in cui questi vi accedono[5].
- Inventario: un menu o un'area dello schermo dove gli oggetti collezionati dal giocatore durante la partita possono essere conservati e selezionati. Questa interfaccia consente al giocatore di recuperare oggetti a singolo utilizzo per un effetto istantaneo o di equipaggiare il personaggio del giocatore con l'oggetto stesso.

## J
- Joinare: da to join, "unire", significa aggregarsi ad un gruppo di giocatori già formato, sia esso un party o una gilda[5].

## K
- Killare: da to kill, "uccidere"; eliminare un avversario nel gioco[5].

## L
- Lag (anche come verbo laggare): dall'inglese ritardo, indica il ritardo tra l’azione di gioco visibile a video e ciò che effettivamente sta accadendo nel gioco. Il lag può essere causato da diversi fattori, come una connessione lenta o instabile o una quantità eccessiva di dati inviata al server di gioco. Quando un giocatore lagga è spesso bloccato, percepisce un ritardo nei comandi che invia, può apparire o scomparire dal gioco o venire momentaneamente disconnesso dal server.[5]
- Latenza: indica il tempo impiegato da un’informazione per andare da un’unità all’altra di un sistema; nel gergo videoludico è sinonimo di lag e indica il tempo che impiega il pacchetto dati inviato dal computer per arrivare al server di gioco. Avere un'alta latenza significa che i dati inviati dal proprio pc impiegano un tempo relativamente più alto a raggiungere il server.[5]
- Let's Play: anche detto playthrough o gameplay,  è una registrazione della partita di un videogioco, spesso commentata, pubblicata sul web per un pubblico.
- Loggare: dall'inglese to log in, ovvero unirsi ad una partita in un videogioco. Contrario di sloggare.[5]
- Longplay: tipologia di video che riporta l'intera partita di un gioco, senza commento, solitamente creato per nostalgia. Si concentra quindi sui videogiochi retrò[17].
- Loot: dal termine inglese che vuol dire "bottino", "malloppo", è l'insieme di oggetti (materiali, equipaggiamento, denaro o altro) che vengono recuperati dal corpo di un nemico eliminato, o da un qualsiasi contenitore (ad esempio un forziere)[4][5]. L'azione di raccogliere i loot è detta lootare[5].
- Lore: dall'inglese "folclore", "tradizione", si riferisce alle informazioni che riguardano l'universo di gioco che possono essere apprese dai giocatori indagando l'ambiente, leggendo documenti che si trovano in giro o in altri modi[4].

## M

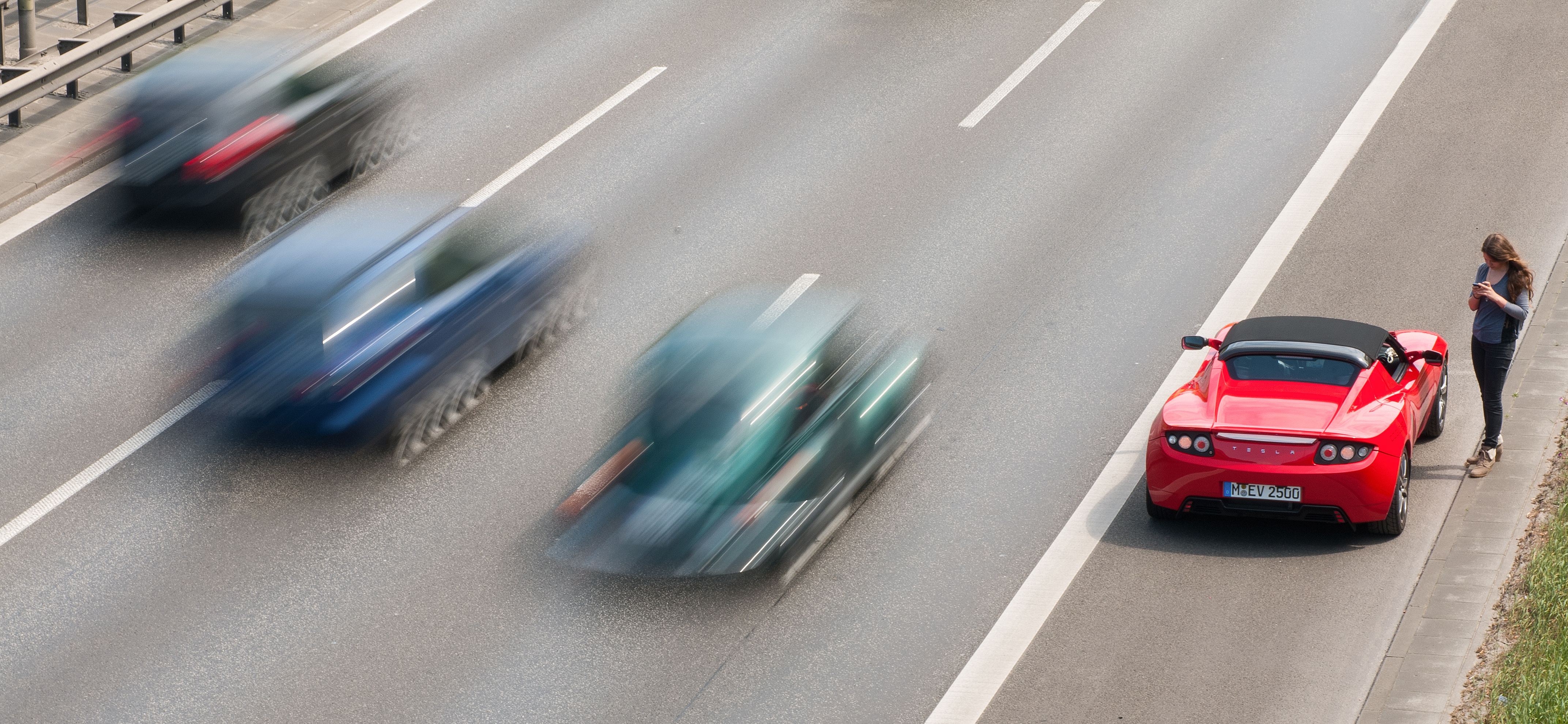
Esempio di sfocatura in movimento (effetto mosso), ricercata nei videogiochi tramite motore grafico.

- Mascotte horror: Un genere di videogiochi horror, solitamente prodotto da sviluppatori indipendenti, molto popolare per lo streaming e che spesso sviluppa grandi linee merchandising dei suoi personaggi. È incentrato su una o più mascotte, dal design cartoonesco e/o che fa riferimento al mondo dell'infanzia, che si mettono a perseguitare il giocatore. Il progenitore del genere viene considerato la serie di Five Nights at Freddy's, ma altri esempi notevoli sono Bendy and the Ink Machine e Poppy Playtime. Ne esistono anche decostruzioni, come My Friendly Neighborhood.
- Matchmaking: è un processo tipico dei videogiochi multiplayer competitivi o cooperativi, tramite il quale il gioco seleziona automaticamente i giocatori che andranno a comporre una squadra[4].
- MMORPG: genere videoludico. [2]
- Mob: dall'inglese mobile, ovvero "non statico". È un termine utilizzato nell'ambito dei videogiochi di ruolo, generalmente di tipo MMORPG. Indica i nemici controllati dall'intelligenza artificiale del gioco che si possono incontrare in determinate aree ed in più o meno nutriti gruppi[5].
- Motion blur: dall'inglese per "sfocatura di movimento", effetto visivo generato dal motore grafico del gioco, intento a simulare la sfocatura di oggetti in movimento che si verifica nei film tradizionali. [2]
- Multiplayer: modalità di gioco che consente a più giocatori di giocare contemporaneamente all'interno della stessa partita. [2]

## N

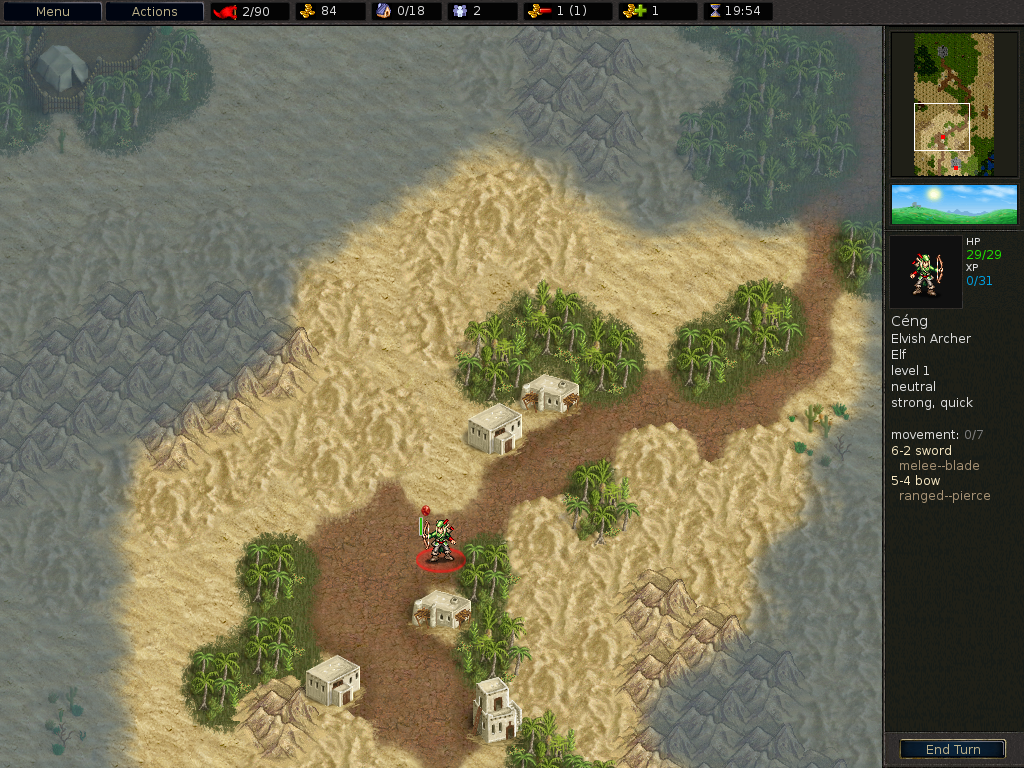
Esempio di nebbia di guerra da The Battle for Wesnoth

- Nebbia di guerra (anche in inglese, fog of war): un velo oscuro che nasconde al giocatore le porzioni della mappa di gioco (e quindi i movimenti delle unità avversarie al loro interno) al di fuori del campo visivo delle sue unità[18].
- Nerf (attestato anche come verbo, nerfare[19]): è una modifica attuata dagli sviluppatori del gioco ad un elemento del gioco stesso (una classe di giocatori, un'abilità, un pezzo di equipaggiamento, un mob...) allo scopo di renderlo meno potente, generalmente perché risultava sbilanciato[4][5]; il termine venne usato per la prima volta nel 1997 in una chat del gioco Ultima Online, nella quale i giocatori si lamentavano di un depotenziamento subìto dalle spade, paragonando le nuove statistiche a quelle delle spade giocattolo in plastica prodotte dall'azienda Nerf (sigla di Non-Expanding Recreational Foam)[5].
- NPC: acronimo dell'inglese Not-Playing Character, equivalente all'italiano PNG; indica qualsiasi personaggio del gioco non controllato da un giocatore[5]
- Noclipping (o semplicemente noclip, la cui variante italianizzata sarebbe "noclippare"): definisce il meccanismo di trapassare, per mezzo di un glitch o vari tipi di cheat come il wallhack, oggetti solidi all'interno di un videogioco, inibendo la collisione con essi e redendo l'intero scenario intangibile e oltrepassabile; ciò permette ad esempio di trapassare una parete o una barriera o di uscire dalla mappa di gioco. Il clipping è la tecnologia che permette di definire quali oggetti in un videogioco sono solidi o meno[20], e il termine "noclipping" viene probabilmente dal videogioco del 1992 Wolfenstein 3D, nel quale, attivando l'apposito codice, appariva in sovraimpressione la dicitura No Clipping ON[21].
- Noob; riscrittura dell'inglese newbie, "principiante", "novellino", indica un giocatore inesperto, nuovo al gioco, ed è generalmente dispregiativo. Del termine ci sono molte varianti, fra cui newb, n00b, nabbo, niubbo, niubie, niubbone, nabbone, nubbone, niubbino, nabbazzo e via dicendo; si registrano anche termini derivati come "nubbata" o "niubbaggine"[4][5].

## O
- Oneshottare: da one shot, "un colpo"; eliminare un avversario con un colpo solo[5]. Sinonimo di "fare un insta-kill".

## P
- Party: dall'inglese per "gruppo", "squadra", è un gruppo di giocatori riunito temporaneamente per completare assieme un obiettivo nel gioco, come quest ordinarie, dungeon o raid[5]
- Patch (anche come verbo patchare): dall'inglese per "rattoppare", indica un aggiornamento di un software, generalmente per correggere uno o più bug o per aggiungere nuove funzionalità al gioco.[5]
- PC Master Race: anche conosciuto come Glorious PC Gaming Master Race, è un termine enfatico e scherzoso utilizzato per identificare quei giocatori che usano esclusivamente il PC come mezzo per giocare, reputandolo superiore per capacità a tutte le altre console presenti sul mercato. Può essere usato sia come insulto che come metodo di auto-identificazione.
- Playthrough: vedi Let's Play.
- PNG: acronimo di "personaggio non giocante"; indica qualsiasi personaggio del gioco non controllato da un giocatore; in uso anche l'equivalente inglese NPC. [5]
- PvE: acronimo di player versus environment, indica i giochi (o le modalità di gioco) in cui i giocatori si scontrano solo con avversari controllati dal computer[4].
- Post-game: Lo stato di gioco che si apre dopo aver completato la storia principale. Può continuarla in modalità più difficile, o semplicemente includere attività extra da fare per il giocatore.
- PvP: acronimo di player versus player, indica i giochi (o le modalità di gioco) in cui i giocatori si scontrano con altri giocatori[4].
- Pullare: dall'inglese to pull, ovvero tirare, significa attirare un mob in un’area specifica o verso un personaggio, per allontanarlo dal gruppo. Contrario di pushare.[5]
- Pushare: dall'inglese to push, ovvero spingere, significa attaccare da soli o in gruppo dei nemici o un'area specifica con l'intento di sopraffare l'avversario. Contrario di pullare.[5]

## Q
- Quest: in inglese "ricerca"; sono le missioni che vengono assegnate al giocatore nel corso dell'esperienza di gioco, in genere da parte di un PNG, che prevedono generalmente un obiettivo (eliminare dei nemici, trovare degli oggetti, e via dicendo) e quindi una ricompensa. Una serie progressiva di missioni, in cui completandone una se ne riceve un'altra, è detta quest chain. L'attività che consiste nel completare le missioni è detta questare[5].
- Quit (anche come verbo quittare): in inglese "uscire", sinonimo di sloggare ovvero disconnettersi dal gioco.[5] Si veda anche Ragequit.

## R
- Ragequit (in uso anche il verbo ragequittare); da rage, "rabbia", e quit; è quando un giocatore abbandona improvvisamente la partita perché frustrato o arrabbiato[22][23].
- Raid: dall'inglese "assalto", "incursione"; si tratta di un dungeon particolarmente impegnativo, affrontato in genere da un party di giocatori più ampio del solito; l'attività di fare un raid è detta raidare[5].
- Respawn (in uso anche il verbo respawnare): si riferisce sia all'atto pratico di rientrare in gioco dopo aver subìto una sconfitta, sia alla ricomparsa sul campo di nemici od oggetti che erano già stati eliminati/raccolti in precedenza; il respawn richiede generalmente un certo tempo di attesa[4][5]. Si veda anche spawn.
- Ressare: riportare in vita un personaggio morto; il termine deriva da un'abbreviazione dell'inglese to resurrect ("resuscitare"), oppure anche da to raise ("alzare", "sollevare", attestato in espressioni come raise the dead, "risvegliare i morti")[5].
- Rollare: dall'inglese to roll, ovvero rotolare. Viene usato all'interno dei videogiochi come neologismo dell'azione "tirare i dadi", cioè non prevedibile. Il termine viene usato solitamente negli MMORPG quando si prova a potenziare ad esempio un'arma senza avere la sicurezza di riuscita. [5]
- Rollback: consiste nel riavvio/ripristino del server di gioco ad una sessione precedente; in pratica, il gioco torna indietro di una certa frazione di tempo (da pochi secondi a giorni) con relativa perdita parziale o totale di quanto ottenuto o portato a termine in quel periodo, come oggetti, livelli o missioni.[5]
- Run: dall'inglese "corsa" o "giro", termine usato per indicare lo svolgimento completo di una partita singleplayer (spesso riferendosi alla campagna). Si veda anche Speedrun

## S
- Stealth: dall'inglese "furtività", termine usato per indicare un tipo di videogioco che richiede pazienza e furtività da parte del giocatore al fine di superare un'area o un livello senza essere scoperti dagli NPC nemici.
- Silenziare: impedire ad un avversario di usare determinare abilità, in genere incantesimi[5]; l'espressione ha origine dal fatto che generalmente si pensa che, per lanciare un incantesimo, occorra pronunciare ad alta voce una formula magica, e di conseguenza impedire a un incantatore di emettere suoni lo renderebbe incapace di usare la sua magia.
- Skill: dall'inglese "abilità", è per l'appunto una qualsiasi abilità che un giocatore ha, può acquisire e in alcuni casi sviluppare (ad esempio abilità magiche, capacità di usare determinate armi, abilità legate a specifiche professioni). Migliorare le proprie competenze in un'abilità è detto skillare[5].
- Skin: dall'inglese per "pelle", indica una variazione estetica del modello di un personaggio selezionabile dal giocatore, avente ad esempio diverse caratteristiche fisiche o diversi abiti rispetto al modello standard[24]. Si veda anche la voce Skin (informatica)
- Sloggare: dall'inglese to log out, ovvero disconnettersi dal gioco, sinonimo di quittare.[5]
- Spawn (in uso anche il verbo spawnare): la comparsa sul campo di nemici od oggetti[5]. Si veda anche respawn.
- Speedrun: la realizzazione del completamento di un videogioco, o di una particolare sfida all'interno dello stesso, nel minor tempo possibile. Si veda anche Run

## T
- Tank: dal termine inglese per "carro armato"; indica un tipo di giocatore, dotato in genere di molti HP e buone protezioni, il cui compito all'interno di un party è quello di attirare su di sé l'aggro dei nemici e sostenerne i danni[4].
- Trucco (in uso anche l'inglese cheat): sistema grazie al quale il giocare può barare. In molti giochi singleplayer sono previsti già dagli sviluppatori, e possono essere attivati o disattivati a piacere dal giocatore; nei giochi multiplayer vengono generalmente implementati tramite l'uso di software terzi non autorizzati, spesso sono malvisti e chi li usa è considerato un cheater.

## V
- Vendor: prestito dall'inglese vendor, "venditore", è un PNG che vende e compra oggetti; alcuni vendor sono specializzati in prodotti specifici (come cibo o armature)[5].

## W
- Wallhack: trucco frequente negli sparatutto, che permette di vedere attraverso i muri; vedi anche cheater.
- Walkthrough: dall'inglese per "procedura dettagliata", termine utilizzato per descrivere in maniera dettagliata come completare un livello o un intero videogioco.[2]
- WASD: metodo di controllo del movimento nei videogiochi basato sul gruppo di 4 tasti della tastiera di un personal computer composto dalle quattro lettere W, A, S e D. Essi sono disposti a T invertita come i tasti freccia. Questi tasti sono spesso usati come controlli per lo spostamento (soprattutto nei generi con visuale in prima persona, come gli sparatutto in prima persona) nei videogiochi che richiedono l'uso contemporaneo del mouse e delle frecce direzionali per spostare il personaggio controllato. La disposizione, analoga ai quattro tasti freccia, rende possibile impugnare il mouse  con la mano destra e spostare il personaggio con la sinistra, oltre a dare la possibilità di premere diversi altri tasti circostanti, che, come nel caso degli sparatutto in prima persona, possono avere funzioni indispensabili come la ricarica dell'arma in uso.
- Wipe: dall'inglese "cancellare", "eliminare" o anche "pulire"; è quando un'intera squadra di giocatori viene eliminata, generalmente da parte di un boss durante un dungeon o un raid[25]; il wipe può anche essere volontario, ad esempio se i giocatori si rendono conto di non poter più completare la missione con successo a causa di un errore e decidono di ripartire dall'ultimo checkpoint[4].